# Właściwości koligatywne roztworów
Właściwości koligatywne roztworów – właściwości fizykochemiczne roztworów, które zależą tylko od ilości substancji rozpuszczonej, a nie są zależne od jej rodzaju. Substancja rozpuszczona musi być przy tym nielotna, nie może być elektrolitem, a prężność jej par musi być zaniedbywalnie mała. Ponadto nie może rozpuszczać się w stałym rozpuszczalniku.
Właściwości koligatywne roztworu są inne w porównaniu do czystego rozpuszczalnika. Zmiany te wynikają ze zmniejszenia potencjału chemicznego ciekłego rozpuszczalnika spowodowaną obecnością substancji rozpuszczonej.
Należą do nich:
- obniżenie prężności pary nad roztworem,
- efekt ebulioskopowy – podwyższenie temperatury wrzenia i związane z nim obniżenie prężności pary nad roztworem względem czystego rozpuszczalnika; efekt ten jest wykorzystany w ebuliometrii,
- efekt krioskopowy – obniżenie temperatury krzepnięcia roztworów,
- ciśnienie osmotyczne.

## Obniżenie prężności pary nad roztworem[3]
Według prawa Daltona całkowita prężność pary nad roztworem jest równa sumie prężności cząstkowych składników roztworu, czyli substancji rozpuszczonej i rozpuszczalnika. W przypadku roztworu ciała stałego w cieczy prężność pary substancji rozpuszczonej jest równa zeru, stąd całkowita prężność pary nad roztworem będzie równa (z prawa Raoulta): {\displaystyle p=p_{r}x_{A}}(gdzie xA to ułamek molowy rozpuszczalnika). W stałej temperaturze prężność pary nad roztworem ciała stałego w cieczy zawsze będzie mniejsza niż nad czystym rozpuszczalnikiem.
Wzór na obniżenie prężności pary nad roztworem:
{\displaystyle \Delta p=p_{r}^{o}x_{B},}
gdzie:
{\displaystyle x_{B}} to ułamek molowy substancji rozpuszczonej w roztworze.
Z tego wynika, że obniżenie prężności pary nad roztworem jest zależne od ilości substancji rozpuszczonej.

## Podwyższenie temperatury wrzenia roztworu[4]
Równanie Clausiusa-Clapeyrona opisuje zależność między podwyższeniem temperatury wrzenia roztworu a stężeniem substancji rozpuszczonej.
Równanie Clausiusa-Clapeyrona można przekształcić:
{\displaystyle nRT=pV\Longrightarrow {\frac {dp}{p}}={\frac {\Delta p}{p_{A}}}={\frac {\Delta H_{p}}{RT_{w}^{2}}}\Delta T_{w}=x_{s},}
gdzie:
{\displaystyle T_{w}} – temperatura wrzenia czystego rozpuszczalnika,
{\displaystyle \Delta H_{p}} – molowe ciepło parowania w temperaturze wrzenia,
{\displaystyle \Delta T_{w}} – zmiana temperatury wrzenia,
{\displaystyle x_{s}} – ułamek molowy substancji rozpuszczonej.
Po kolejnym przekształceniu otrzymuje się:
{\displaystyle \Delta T_{w}={\frac {RT_{w}^{2}}{\Delta H_{p}}}\Longrightarrow \Delta T_{w}=K_{e}x_{s},}
gdzie:
{\displaystyle K_{e}} to stała ebulioskopowa.

## Obniżenie temperatury krzepnięcia roztworu[5]
Temperatura krzepnięcia roztworu jest niższa niż temperatura krzepnięcia dla czystego rozpuszczalnika. Podobnie jak w przypadku temperatury wrzenia, obniżenie temperatury krzepnięcia jest proporcjonalne do stężenia molalnego roztworu (lub do ułamka molowego substancji rozpuszczonej). Zmianę temperatury krzepnięcia oblicza się ze wzoru:
{\displaystyle \Delta T_{k}=K_{k}x_{B},}
gdzie:
{\displaystyle K_{k}} to stała krioskopowa.